# 세례당

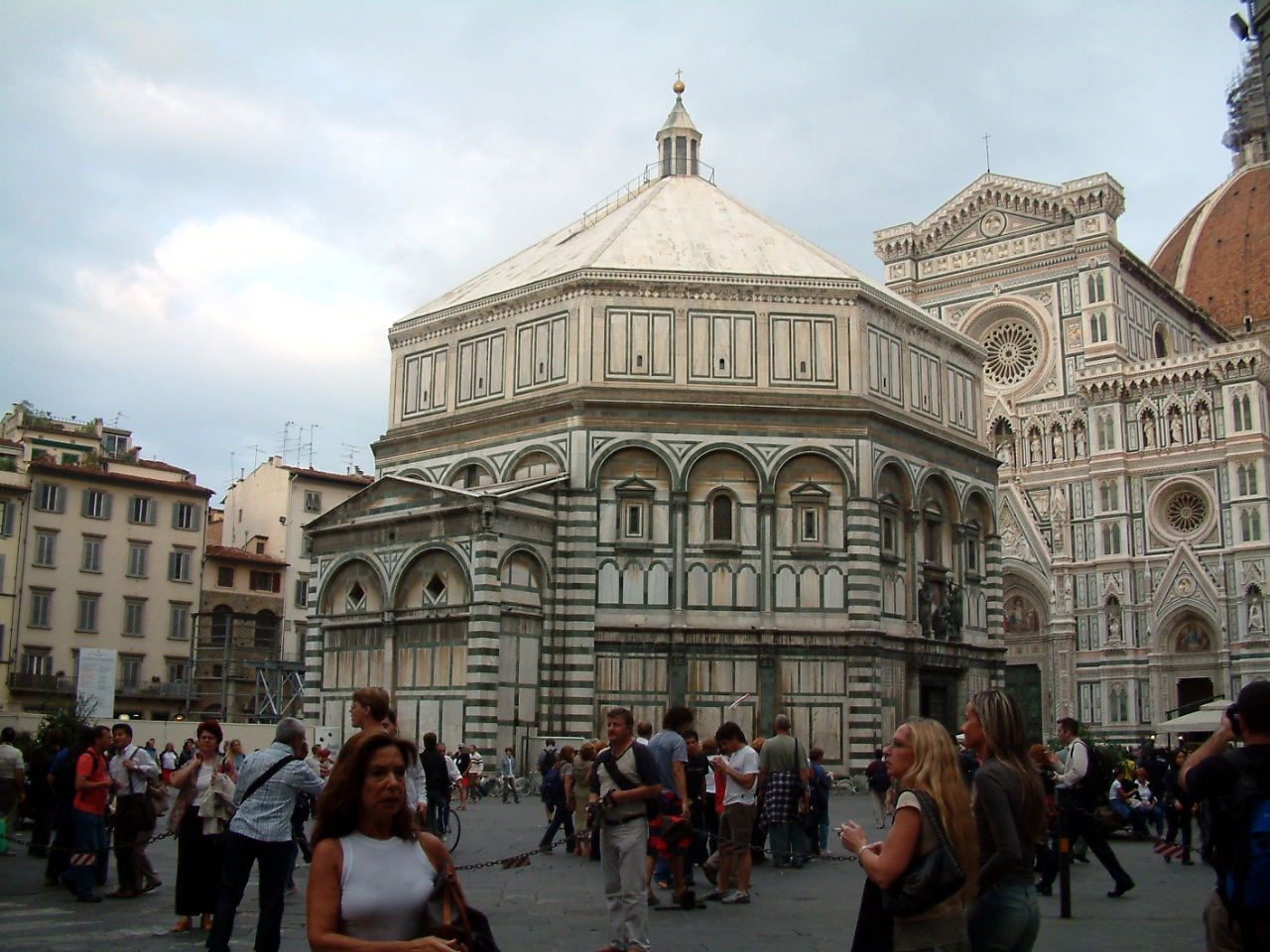

세례당(洗禮堂)은 세례를 거행하기 위한 기독교 시설의 일종이다. 교회로부터 독립한 원형 또는 정다각형의 건물이다.